# Cariré (kommun)
Cariré är en kommun i Brasilien.   Den ligger i delstaten Ceará, i den östra delen av landet, 1 500 km nordost om huvudstaden Brasília. Antalet invånare är 18 348. Arean är 757 kvadratkilometer.
Terrängen i Cariré är platt åt sydost, men åt nordväst är den kuperad.
Följande samhällen finns i Cariré:
- Cariré

Omgivningarna runt Cariré är huvudsakligen savann. Runt Cariré är det ganska glesbefolkat, med 27 invånare per kvadratkilometer.